# Ahmedabad Stock Exchange
Ahmedabad Stock Exchange (w skrócie ASE) – giełda papierów wartościowych w mieście Ahmadabad w stanie Gujarat w Indiach.
ASE jest drugą najstarszą giełdą w Indiach (najstarszą jest Bombay Stock Exchange); powstała w roku 1894 jako Public Charitable Trust. 
We wrześniu 2006 na giełdzie w Ahmadabadzie notowane były akcje ponad 2700 spółek.
Najważniejszym indeksem akcji notowanych na Ahmedabad Stock Exchange jest ASE index.